# Pogonia japonica
Pogonia japonica,  es una especie   de orquídea de hábitos terrestres. Es originaria del Este de Asia.

## Descripción
Es una orquídea de hábitos terrestres de tamaño pequeño,  con un tallo erecto, delgado que lleva una sola hoja, apical, sub-oblonga a oblongo-lanceolada. Florece en la primavera en una inflorescencia.
Las plantas tienen unos 30 centímetros de altura y se extienden a través de largos rizomas subterráneos. Las flores, generalmente solitarias, son vistosas, con el labio muy papiloso y bastantes flecos en los márgenes.

## Distribución y hábitat
Se encuentra en Siberia oriental, China, Japón y Corea en los campos soleados y húmedos, en bosques ralos y en barrancos.

## Taxonomía
Pogonia japonica fue descrita por Heinrich Gustav Reichenbach y publicado en Linnaea 25: 228, en el año 1852.
Sinonimia
- Pogonia japonica f. lineariperiantha Satomi & T.Ohsawa
- Pogonia kungii Tang & F.T.Wang
- Pogonia ophioglossoides var. japonica (Rchb.f.) Finet
- Pogonia parvula Schltr.
- Pogonia similis Blume[4]